# Estaca de Bares
Az Estaca de Bares nevű fok Spanyolország szárazföldi részének legészakibb pontja, ennél északabbra már csak néhány apró sziget található az országban.

## Leírás
Az Estaca de Bares az Ibériai-félsziget északnyugati részén található, tőle nyugatra az Atlanti-óceán terül el, míg kelet felé itt kezdődik a Vizcayai-öböl, amelynek ezt a részét Kantábriai-tengernek is nevezik. Közigazgatásilag La Coruña tartomány Mañón községéhez tartozik.
A fok térségén, különösen szeptembertől decemberig, madarak százezrei (egyes becslések szerint milliói) vonulnak át, emiatt évről évre tudósok és madarak iránt rajongó amatőrök sokasága keresi fel a helyszínt, amely egy állandó madártani kutatóállomással is rendelkezik. A madarakon kívül a közeli vizekben honos cetfélék is különleges értéket jelentenek. A térséget már az 1930-as években, a második spanyol köztársaság idején nemzeti jelentőségű természeti helyszínnek nyilvánították.
A madártani állomáson kívül egy világítótorony és egy kilátó is áll a foknál, valamint egy amerikai katonai bázis maradványai is megvannak még. Ez a LORAN-rendszerrel rendelkező bázis 1961-ben nyílt meg (Spanyolországban ezen kívül még egy ilyen volt), majd 1977-ben átvette a légierő, amely 1991-ig működtette. Az elhagyatott épületegyüttest a mañóni önkormányzat vásárolta meg, turisztikai fejlesztési céllal. Érdekes építmények továbbá a sziklák aljánál levő egykori vízimalmok, amelyeket a sziklákról a tengerbe lezúduló csapadékvíz hajtott meg.

## Képek

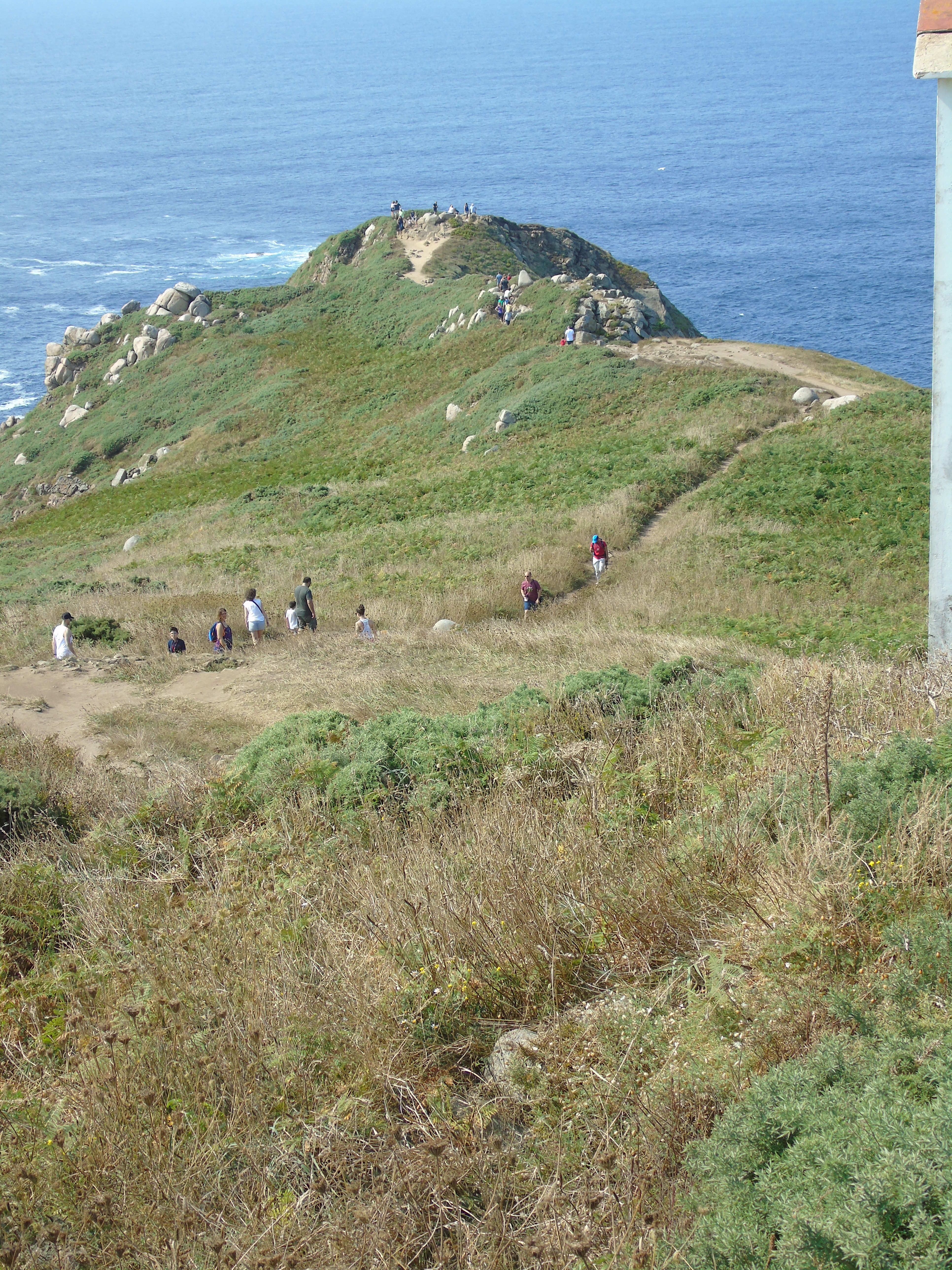
Tárjép turistákkal
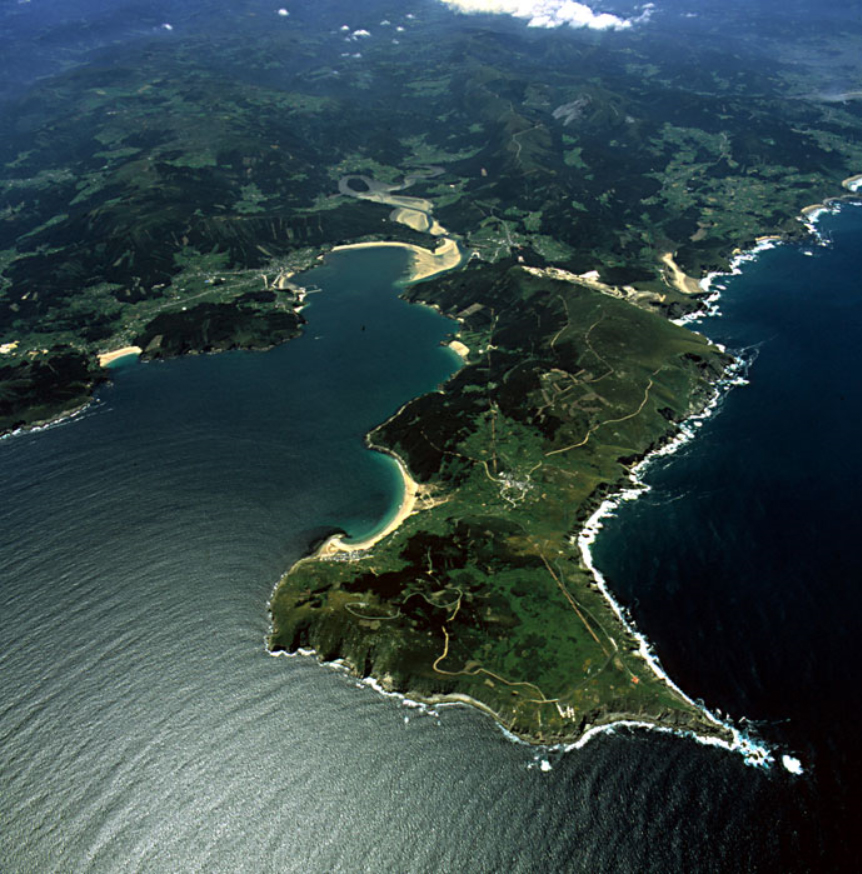
Légi felvételen
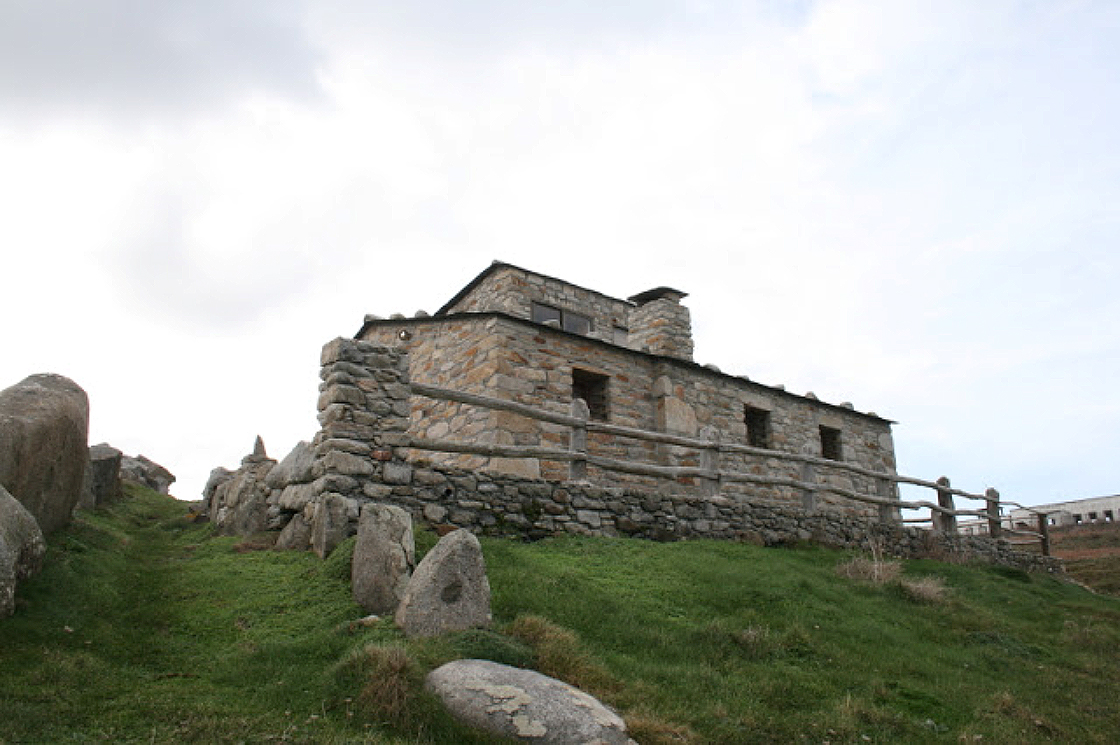
Madártani kutatóállomás
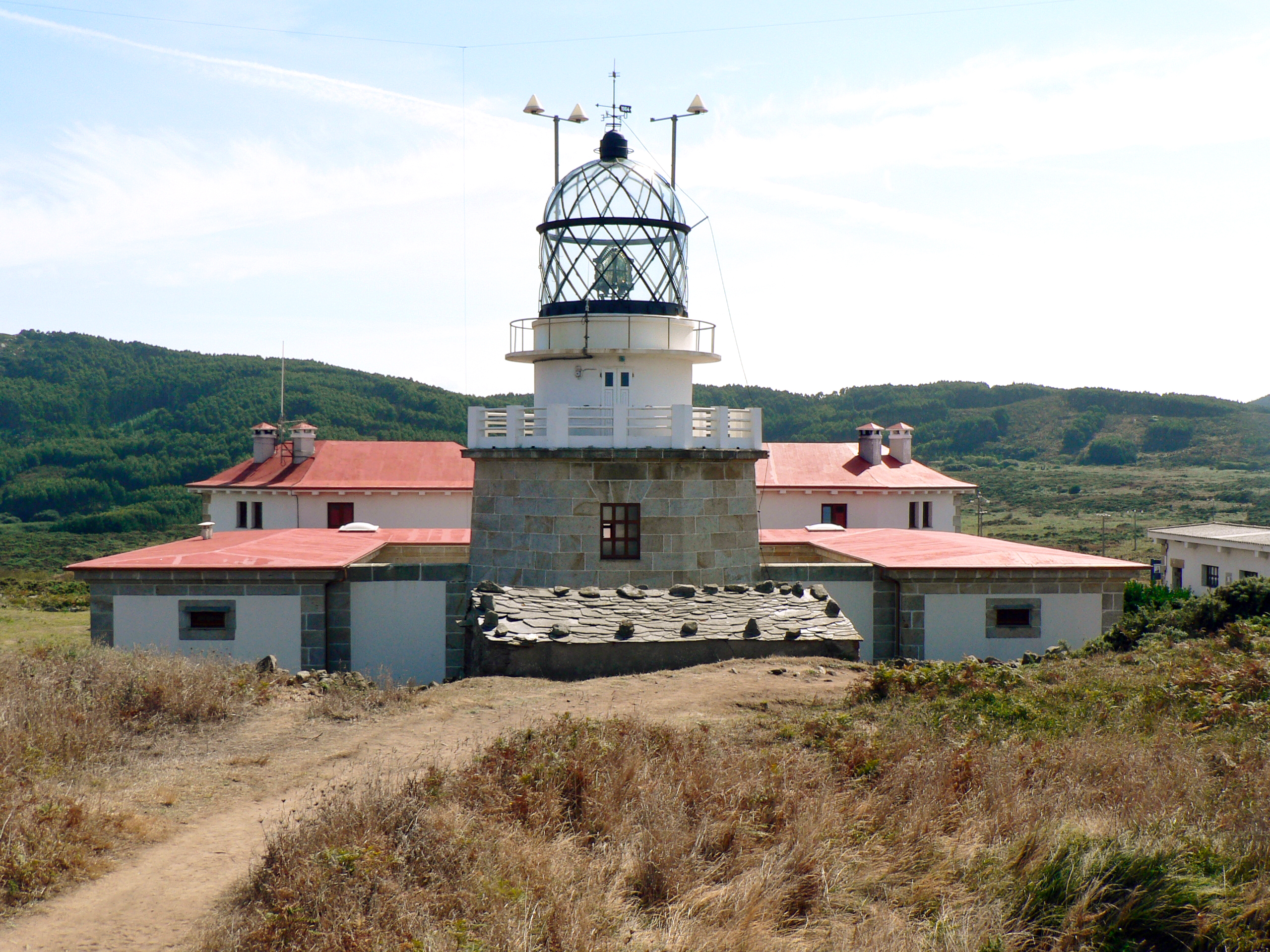
A világítótorony
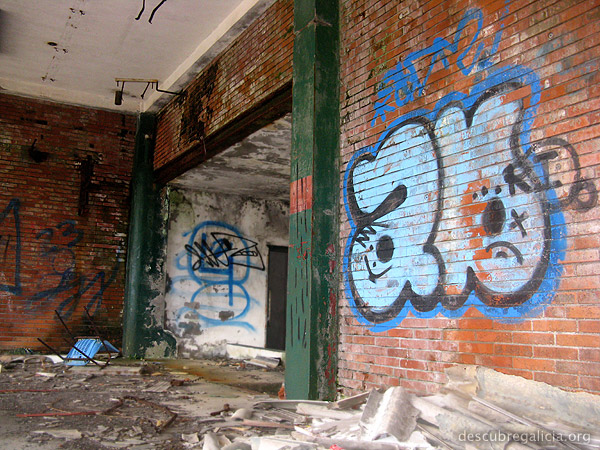
Az elhagyott amerikai bázis 2013-ban